# Wayne (Illinois)
Wayne es una villa ubicada en el condado de DuPage en el estado estadounidense de Illinois. En el Censo de 2010 tenía una población de 2431 habitantes y una densidad poblacional de 159,87 personas por km².

## Geografía
Wayne se encuentra ubicada en las coordenadas 41°56′50″N 88°15′12″O / 41.94722, -88.25333. Según la Oficina del Censo de los Estados Unidos, Wayne tiene una superficie total de 15.21 km², de la cual 14.98 km² corresponden a tierra firme y (1.5%) 0.23 km² es agua.

## Demografía
Según el censo de 2010, había 2431 personas residiendo en Wayne. La densidad de población era de 159,87 hab./km². De los 2431 habitantes, Wayne estaba compuesto por el 93.87% blancos, el 0.86% eran afroamericanos, el 0.08% eran amerindios, el 3.41% eran asiáticos, el 0.21% eran isleños del Pacífico, el 0.49% eran de otras razas y el 1.07% pertenecían a dos o más razas. Del total de la población el 3.7% eran hispanos o latinos de cualquier raza.